# أندرو كينيدي (لاعب كريكت)
أندرو كينيدي (4 نوفمبر 1949 في المملكة المتحدة - ) (بالإنجليزية: Andrew Kennedy)‏ هو لاعب كريكت بريطاني. لعب مع نادي مقاطعة لانكشر للكريكت ‏ وDorset County Cricket Club ‏ والمقاطعات الوطنية للكريكيت الإنجليزي والويلزي ‏.